# Macromitrium negrense
Macromitrium negrense är en bladmossart som beskrevs av Mitten 1869. Macromitrium negrense ingår i släktet Macromitrium och familjen Orthotrichaceae. Inga underarter finns listade i Catalogue of Life.